# Palaja
Palaja település Franciaországban, Aude megyében. Lakosainak száma 2692 fő (2022. január 1.). Palaja Carcassonne, Cavanac, Cazilhac, Montirat, Villefloure és Leuc községekkel határos.

## Népesség
A település népessége az elmúlt években az alábbi módon változott:
| Lakosok száma | 269  | 1017 | 1503 | 2128 | 2190 | 2277 | 2357 | 2398 | 2496 | 2692 |
|               | 1968 | 1982 | 1990 | 2006 | 2013 | 2015 | 2017 | 2019 | 2020 | 2022 |